# Thành Tam Vấn
Thành Tam Vấn (1418-1456) là một trong những người đã tạo ra bảng chữ cái tiếng Triều Tiên Hangul.